# Флемінґ (округ, Кентуккі)
Шаблон:StateAbbr_ 38°22′ пн. ш. 83°41′ зх. д. / 38.37° пн. ш. 83.69° зх. д.
Округ  Флемінґ (англ. Fleming County) — округ (графство) у штаті  Кентуккі, США. Ідентифікатор округу 21069.

## Історія
Округ утворений 1798 року.

## Демографія
За даними перепису 
2000 року 
загальне населення округу становило 13792 осіб, зокрема міського населення було 2832, а сільського — 10960.
Серед мешканців округу чоловіків було 6754, а жінок — 7038. В окрузі було 5367 домогосподарств, 3965 родин, які мешкали в 6120 будинках.
Середній розмір родини становив 2,99.
Віковий розподіл населення поданий у таблиці:
| Стать    | До 15 років | 15-21 | 22-29 | 30-39 | 40-49 | 50-65 | 65-85 | Понад 85 |
| -------- | ----------- | ----- | ----- | ----- | ----- | ----- | ----- | -------- |
| Чоловіки | 1475        | 683   | 684   | 968   | 1042  | 1159  | 684   | 59       |
| Жінки    | 1421        | 612   | 704   | 1057  | 994   | 1148  | 946   | 156      |

## Суміжні округи
- Мейсон — північ
- Люїс — північний схід
- Роуен — південний схід
- Бат — південь
- Ніколас — захід
- Робертсон — північний захід

## Виноски
1. ↑  U.S. Decennial Census. United States Census Bureau. Архів оригіналу за 26 квітня 2015. Процитовано 14 серпня 2014.
2. ↑  Historical Census Browser. University of Virginia Library. Архів оригіналу за 11 серпня 2012. Процитовано 14 серпня 2014.
3. ↑  Population of Counties by Decennial Census: 1900 to 1990. United States Census Bureau. Процитовано 14 серпня 2014.
4. ↑  Census 2000 PHC-T-4. Ranking Tables for Counties: 1990 and 2000 (PDF). United States Census Bureau. Процитовано 14 серпня 2014.
5. ↑  State & County QuickFacts. United States Census Bureau. Архів оригіналу за 7 червня 2011. Процитовано 6 березня 2014.(англ.) Наведено за англійською вікіпедією.
6. ↑  American FactFinder. Бюро перепису населення США. Архів оригіналу за 26 лютого 2012. Процитовано 31 січня 2008. [Архівовано 2008-05-21 у Wayback Machine.]

| США | Це незавершена стаття з географії США. Ви можете допомогти проєкту, виправивши або дописавши її. |